# 村里敏彰
村里 敏彰（むらさと としあき、1951年1月11日 - ）は、日本の実業家。東京オリンピック・パラリンピック競技大会組織委員会国際渉外スポーツ局長、国際スキー連盟副会長。

## 人物・経歴
岩手県盛岡市生まれ。渋谷区立松濤中学校、東京都立駒場高等学校、オーストリア・チロル州インスブルック大学、東京教育大学体育学部を経て、1976年オーストリア連邦体育大学ウィーン校にて国家検定体育教師修了。オーストリア国家検定スキー教師、同アルペンコーチ、岩手県スキー連盟副会長、JOC日本オリンピック委員会理事、SAJ理事、JADA日本アンチドーピング機構評議員等を歴任。1980年（株）スポーツユニティ設立、インターアルペンスキースクール雫石校、1988年（株）ユニティスポーツワールド設立
2008年の全日本スキー連盟役員改選に関し、理事の一部が村里理事らに理事の地位にないことの確認を求めた訴訟がなされ、2010年に東京高等裁判所（都築弘裁判長）で理事を辞任する内容で和解が成立した。
1993年盛岡・雫石アルペンスキー世界選手権大会スポーツディレクター。1998年長野冬季オリンピック競技大会組織委員会Assスポーツディレクター。2012年東京2020オリンピック・パラリンピック招致委員会アドバイサー。2013年東京オリンピック・パラリンピック競技大会組織委員会国際渉外スポーツ局長を経て国際局長、FIS国際スキー連盟理事、競技用品委員会委員長。2016年国際スキー連盟副会長。

## 著書
- 『オーストリア・スキーの秘密』スキージャーナル 1978年
- 『フィーリング・スキー教室 : スキーがうまくなる本』山と溪谷社 1981年
- 『村里敏彰のフィーリングスキー : 図解ハンドブック』日本交通公社 1985年
- 『マイファーストスキー : 自然流感覚的スキー上達法』スキージャーナル 1991年
- 『スキー上達講座 上級編』スキージャーナル 1994年
- 『エキスパート・スキーヤー養成講座』スキージャーナル 1996年